# August Friedrich Christian Vilmar
August Friedrich Christian Vilmar (ur. 21 listopada 1800 w Solz, zm. 30 lipca 1868 w Marburgu) – niemiecki teolog luterański i działacz kościelny.

## Życiorys
August Friedrich Christian Vilmar urodził się w Solz, które obecnie jest częścią miasta Bebra. Studiował teologię w Marburgu, gdzie był pod silnymi wpływami racjonalizmu, dlatego też popadł w niewiarę. W 1823 roku został rektorem szkoły miejskiej w Retenburgu, gdzie pozostał do 1827 roku, następnie udał się do Bad Hersfeld, gdzie osiągnął wysoką pozycję w lokalnym gimnazjum. W tych latach odrzucił racjonalizm, początkowo sądząc, że świat jest uczuciem Boga. Na jego dalszy duchowy rozwój wpłynęła lektura dzieł Ojców Kościoła, głównie Tertuliana i Ireneusza, a także Lehre von der Sünde Augusta Tholucka. Niedługo po ukończeniu trzydziestu uznał, że wszystko czego szukał znajduje się w Kościele luterańskim, do czego doszedł w wyniku wnikliwej lektury Konfesji Augsburskiej i jej Apologii.
w 1831 roku Vilmar został deputowanym na nowo utworzony parlament elektoratu Hesji. Jako deputowany wzywał do utworzenia uniwersytetu narodowego, zwiększenia kadry naukowej i doposażenia placówek edukacyjnych. W grudniu tegoż roku został członkiem ministerialnego komitetu ds. religii i szkolnictwa. Od października 1832 roku do kwietnia 1833 roku pracował w ministerstwie spraw wewnętrznych, był także nauczycielem w gimnazjum w Hanau, po czym, w latach 1833–1850, dyrektorem gimnazjum w Marburgu. W latach 1836–1850 był członkiem komitetu do spraw gimnazjów. Głęboko zreformował gimnazja w Hesji, a zwłaszcza nauczanie religii. Swoje poglądy na ten temat przedstawiał w założonym przez E. W. Hengstenberga piśmie „Evangelische Kirchenzaitung”. W 1850 przeniósł się do ministerstwa spraw wewnętrznych jako radca konsystorza, a w latach 1851–1855 wykonywał obowiązki wiekowego superintendenta Ernsta. W 1855 roku Ernst zmarł i Vilmar został obrany jego następcą, wybór jednak nie został zatwierdzony przez księcia elektora. 27 października tegoż roku został profesorem teologii na Uniwersytecie w Marburgu. Jako profesor teologii Vilmar szybko osiągnął duże znaczenie. 
Według Vilmara Kościół wchodził w nową erę, w której to osiągnięta zostanie pełna jedność Kościoła widzialnego i niewidzialnego. Przed opierającym się na takim przekonaniu Vilmarem stanęły dwa zagadnienia. Pierwsze dotyczyło wyznań Kościoła Hesji. Według Vilmara przyszłe losy Kościoła zależą od pełnej wierności Wyznaniu Apostolskiemu i niezmienionej Konfesji Augsburskiej, co w przypadku tak zwanego Reformowanego Kościoła Dolnej Hesji nie było wcale oczywiste (wydział teologii w Marburgu wymagał uznania Katechizmu Heidelberskiego). Vilmar dowodził, że nazwa „Reformowany” nie odnosi się do związków z kalwinizmem, a korzenie wspólnoty były luterańskie. Drugim zagadnieniem był rozdział Kościoła od państwa. 
W latach 1848–1850 Vilmar wywierał istotny wpływ na życie polityczne. Będąc oddanym swemu władcy konserwatystą, nie tylko osobiście wspierał księcia elektora, lecz także w 1848 roku założył pismo „Hessischer Volksfreund”, które od połowy 1851 roku redagował samodzielnie. Pismo to skupiało wokół siebie wszystkich heskich lojalistów. Vilmar był głębokim patriotą i starał się ocalić przed zapomnieniem przeszłość swego kraju, dlatego badał przeszłość Hesji i poświęcił jej kilka publikacji. 
Pod koniec życia Vilmar czuł się samotny, pomimo towarzystwa swoich studentów. Popadł w melancholię, do czego znacząco przyczyniły się wydarzenia 1866 roku. Zmarł na udar mózgu niedługo po śmierci swojej drugiej żony.

## Wybrane dzieła
- Verhältnis der evangelischen Kirche in Kurhessen zu ihren neuesten Gegnern (Marburg, 1839)
- Hessisches Historienbüchlein (1842)
- Deutsche Altertümer in Heliand (1845)
- Vorlesungen über die Geschichte der deutschen National-Literatur (1845)
- Geschichte der deutschen National-Literatur (Marburg, 1846)
- Schulreden über Fragen der Zeit (Marburg, 1846)
- Deutsches evangelisches Kirchengesangbuch (Stuttgart, 1855)
- Hessische Chronik (1855)
- Die Theologie der Thatsachen wider die Theologie der Rhetorik (1856)
- Zur neuesten Kulturgeschichte Deutschlands (3 części, Frankfort, 1858–186?)
- Geschichte des Konfessionsstandes der evangelischen Kirche in Hessen (Marburg, 1860)
- Handbüchlein für Freunde des deutschen Volksliedes (1866)
- Die Gegenwart und die Zukunft der niederhessischen Kirche (1867)
- Idiotikon von Kurhessen (1868)
- Ueber Goethes Tasso (Frankfort, 1869)
- Lebensbilder deutscher Dichter (zredagowane przez K. W. Piderita, Marburg, 1869)
- Luther, Melanchthon, Zwingli (Frankfort, 1869)
- Die Augsburgische Konfession (zredagowane przez K. W. Piderita, Marburg, 1870)
- Lehre vom geistlichen Amt (zredagowane przez K. W. Piderita, 1870)
- Theologische Moral (zredagowane przez C. C. Israela, 2 tomy, 1871)
- Christliche Kirchenzucht (zredagowane przez K. W. Piderita, 1872)
- Pastoraltheologie (zredagowane przez K. W. Piderita, Gütersloh, 1872)
- Dogmatik (zredagowane przez K. W. Piderita, 2 tomy, 1874)
- Predigten and geistliche Reden (1876)
- Collegium Biblicum (zredagowane przez C. Müllera, 6 części, Gütersloh, 1879–1883)